# Herrin (Illinois)
Pour les articles homonymes, voir Herrin (homonymie).
Herrin est une ville de l'Illinois, dans le comté de Williamson.

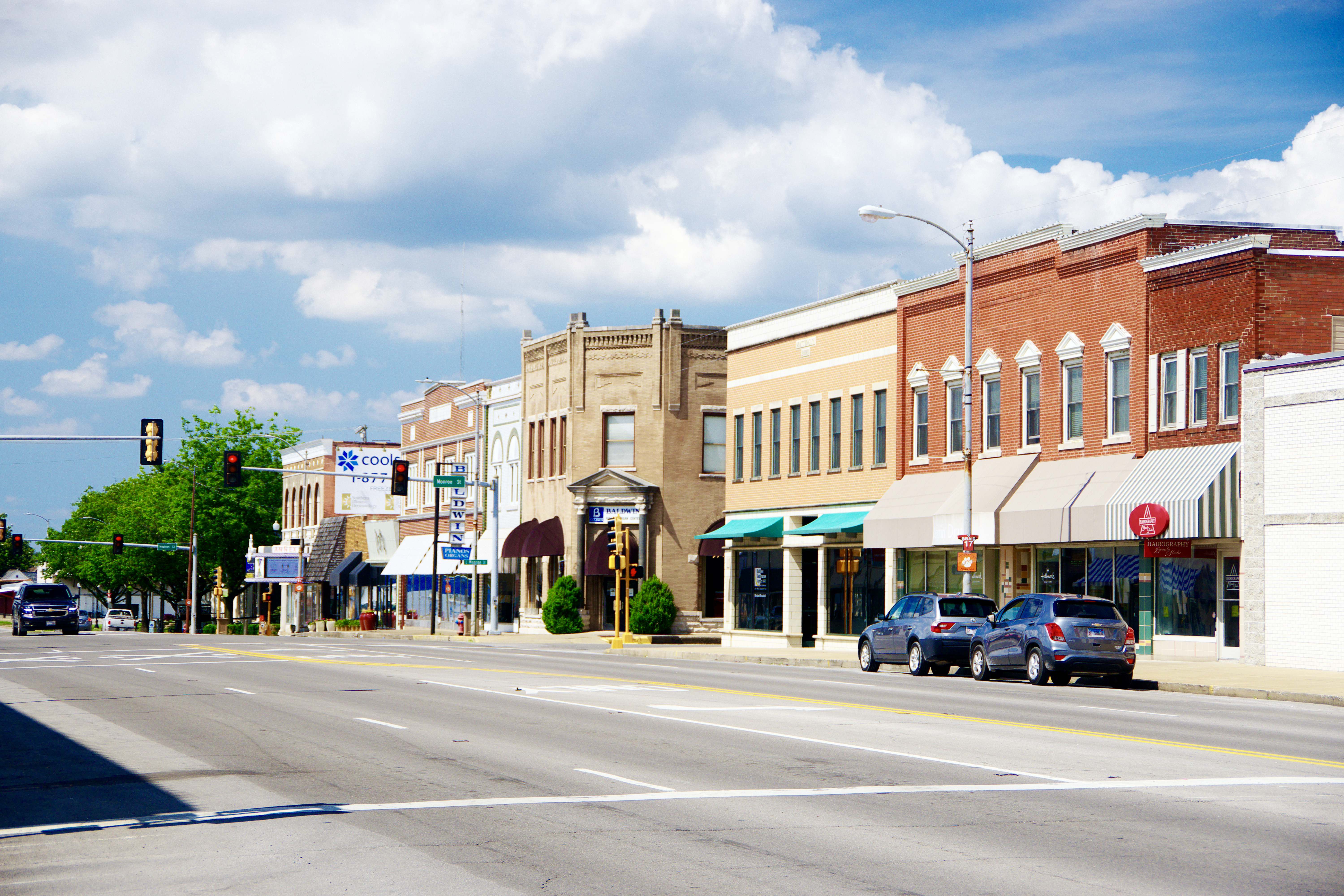
Avenue N. Park

## Source
- (en) Cet article est partiellement ou en totalité issu de l’article de Wikipédia en anglais intitulé « Herrin, Illinois » (voir la liste des auteurs).